# Tom Howard
Thomas "Tom" Merrett Howard (26 de diciembre de 1969) es un luchador, entrenador y actor estadounidense. Howard es mayormente conocido por su trabajo en la escena de la lucha libre profesional y las artes marciales mixtas de Japón, habiendo competido en Pro Wrestling ZERO-ONE, K-1 y otras promociones niponas. A la vez, Howard ha sido el encargado de entrenar a múltiples luchadores estadounidenses, y ha sido principal entrenador en Ultimate Pro Wrestling, World Wrestling Entertainment y varias otras.

## Carrera

### National Wrestling Conference y Asistencia Asesoría y Administración (1994-1995)
Después de entrenar en School of Hard Knocks, el gimnasio de lucha libre profesional de Jesse Hernandez y Bill Anderson, Howard debutó en National Wrestling Conference en 1994 bajo el gimmick de un agente del KGB ruso, usando alternativamente los nombres de KGB y Zuma. Durante este tiempo, comenzó a luchar también en el extranjero, ganando popularidad como heel en Asistencia Asesoría y Administración y ocasionalmente en Tokyo Pro Wrestling.
A su retorno a Estados Unidos, Howard luchó contra Craig Pittman en el evento de Antonio Inoki World Wrestling Peace Festival. Después de esto, Howard se interesó por las artes marciales y aprendió sambo con el gran Gene LeBell y Gokor Chivichyan.

### Ultimate Pro Wrestling (1996-2002)
Avanzado 1996, Howard y Rick Bassman formaron Ultimate Pro Wrestling, en la que Tom empezó a competir regularmente. Usando en adelante su nombre real, Howard adoptó el gimmick de un instructor de los Boinas Verdes, tomando como atuendo un pantalón de camuflaje con botas militares e incorporando a su personaje los atributos clásicos de los sargentos de instrucción, tales como su arrogancia y superioridad hacia los oponentes. Esto fue un reflejo de su papel real como entrenador del gimnasio de UPW, en el que tuvo como estudiantes a nombres como John Cena, Chris Masters, Jon Heidenreich, Nathan Jones y Sylvester Terkay, entre otros. En 1998, Howard firmó un contrato de desarrollo con World Wrestling Federation y luchó en varios dark matches, pero no fue elegido. El 26 de junio de 2001, Howard derrotó a Tony Jones para ganar el UPW Southern California Heavyweight Championship, que fue renombrado como UPW Shoot Championship.
En 2001, UPW estableció un acuerdo de trabajo con la promoción japonesa Pro Wrestling ZERO-ONE, a la que Howard y algunos de sus aprendices fueron enviados.

### Pro Wrestling ZERO-ONE (2001-2004)
Howard debutó en Pro Wrestling ZERO-ONE luchando contra su mayor representante, Shinya Hashimoto. Poco después formó equipo con The Predator para oponerse a Hashimoto y a los luchadores nativos, entre los que se hallaban Naoya Ogawa y Yoshiaki Fujiwara. El grupo de Howard, visto como una facción de heels extranjeros (gaijin), amplió sus miembros con Samoa Joe, Nathan Jones y Steve Corino, así como el célebre luchador de artes marciales mixtas Mark Kerr por una noche. Joe y Howard compitieron contra Masato Tanaka & Shinjiro Otani por el vacante NWA Intercontinental Tag Team Championship, sin éxito, y Howard en solitario retuvo el campeonato de la UPW contra Tanaka. Los dos bandos se intercambiaron victorias por el resto de 2002. Al final del año, Howard y el debutante Matt Ghaffari vencieron a OH Gun (Hashimoto & Ogawa) para ganar el título por parejas.
A principios de 2003, Ghaffari y Howard retuvieron el NWA Intercontinental Tag Team Championship ante Ogawa & Katsuhisa Fujii, y luego ante sus compatriotas, Jon Heidenreich & The Predator, pero lo acabaron perdiendo ante OH Gun de nuevo. Howard siguió luchando sin novedad para ZERO-ONE hasta mediados de 2004.

## En lucha
- Movimientos finales
  - No. 34[4] (Cutthroat armlock)
  - No. 36[5] (Bridging grounded double chickenwing)
  - No. 37[6] (Over-rotated STF)
  - No. 54[7] (Bridging grounded full Nelson)
  - No. 55[8] (Diving somersault neckbreaker)
  - No. 66[9] (Strecht plum)
  - No. 69[10] (Guillotine choke)

- Movimientos de firma
  - Arm wrench inside cradle pin[11]
  - Capture suplex
  - Cloverleaf
  - Delayed brainbuster
  - Diving 180° corkscrew somersault neckbreaker
  - Diving headbutt
  - Flying cross armbar
  - Front chancery neck crank
  - Grounded dragon screw leghwip seguido de jackknife pin[12]
  - Kneelock, a veces precedido de kani basami
  - Leg lariat
  - Legsweep
  - Octopus hold[12]
  - Roundhouse kick
  - Running spinning heel kick a un oponente arrinconado
  - Sleeper hold
  - Split-legged moonsault
  - Standing moonsault
  - STF
  - Superkick
  - Triangle choke
  - Ura nage

## Campeonatos y logros
- Pro Wrestling ZERO-ONE
  - NWA Intercontinental Tag Team Championship (1 vez) - con Matt Ghaffari

- Ultimate Pro Wrestling
  - UPW Heavyweight Championship (2 veces)
  - UPW Southern California Championship (1 vez)

- Pro Wrestling Illustrated
  - Situado en el N°193 en los PWI 500 de 2002[13]
  - Situado en el N°181 en los PWI 500 de 2003[14]

## Récords

### Artes marciales mixtas
| Resultado | Récord | Oponente                  | Método                      | Evento                                  | Fecha                   | Ronda | Tiempo | Localización                       |
| --------- | ------ | ------------------------- | --------------------------- | --------------------------------------- | ----------------------- | ----- | ------ | ---------------------------------- |
| Derrota   | 0-7    | Eric Esch                 | Sumisión (armlock)          | World Cage Championship                 | 1 de diciembre de 2007  | 1     | 4:47   | Jasper, Alabama, Estados Unidos    |
| Derrota   | 0-6    | Tom Blackledge            | KO (patada)                 | Cage Rage 20                            | 10 de febrero de 2007   | 1     | 3:29   | Londres, Inglaterra                |
| Derrota   | 0-5    | Krzysztof Soszynski       | TKO (puñetazos)             | International Fight League              | 9 de septiembre de 2006 | 1     | 3:47   | Portland, Oregón, Estados Unidos   |
| Derrota   | 0-4    | Christian Wellsich        | Sumisión (rear naked choke) | Valor Fighting: Showdown At Cache Creek | 3 de febrero de 2006    | 1     | 2:11   | Brooks, California, Estados Unidos |
| Derrota   | 0-3    | Carter Williams           | KO (puñetazos)              | Rumble on the Rock                      | 20 de noviembre de 2004 | 1     | 2:16   | Honolulú, Hawái, Estados Unidos    |
| Derrota   | 0-2    | Dolgorsürengiin Serjbüdee | TKO (rodillazos)            | K-1 MMA ROMANEX                         | 22 de mayo de 2004      | 2     | 4:44   | Saitama, Japón                     |
| Derrota   | 0-1    | Kristof Midoux            | Sumisión (rear naked choke) | K-1 Premium 2003 Dynamite!!             | 31 de diciembre de 2003 | 1     | 4:21   | Nagoya, Japón                      |

### Kickboxing
| Resultado | Récord | Oponente      | Método         | Evento                    | Fecha               | Ronda | Tiempo | Localización     |
| --------- | ------ | ------------- | -------------- | ------------------------- | ------------------- | ----- | ------ | ---------------- |
| Derrota   | 0-1    | Choi Hong-Man | KO (rodillazo) | K-1 World Grand Prix 2005 | 14 de junio de 2005 | 1     | 2:11   | Hiroshima, Japón |